# 小金井良精
小金井 良精（こがねい よしきよ、1859年1月17日（安政5年12月14日） - 1944年（昭和19年）10月16日）は、明治から昭和にかけて活躍した解剖学者・人類学者。森鷗外の妹婿であり、星新一の祖父にあたる。陸軍軍医総監椰野巌は甥である。

## 生涯
越後長岡藩士で家老河井継之助に信任を得て郡奉行などの長岡藩要職を歴任した小金井儀兵衛の次男として、越後国古志郡長岡（現新潟県長岡市）の今朝白町に生まれた。母は新潟奉行小林又兵衛の長女幸子。長兄は自由民権運動家で衆議院議員を務めた小金井権三郎。母幸子の兄小林虎三郎は、吉田松陰と並び佐久間象山門下の二虎と称された。
1870年（明治3年）10月大学南校を経て、1872年（明治5年）10月第一大学区医学校（東京大学医学部の前身）に入学、1880年（明治13年）7月に東京医学校（同年5月第一大学区医学校から改称）を卒業した。卒業前の5月より東京医学校雇医員に採用され、同校外科学教室の助手として同教室シュルツ博士より解剖学の手解きを受け、その後同年11月に日本よりドイツへ留学した。1881年（明治14年）1月ベルリン大学、翌年3月留学期間を通じて師事したワルダイヤー教授の下で1885年（明治18年）6月に帰国する迄解剖学と組織学の研究を続けた。この間1884年（明治17年）「網膜の発生に関する論文」、翌年「人類及び脊椎動物の虹彩に関する論文」を発表、1883年（明治16年）にはワルダイヤーに認められベルリン大学の助手に採用された。帰国後9月11日より当時の解剖学教授であったヂッセに替わり、解剖学講義を行った。翌1886年（明治19年）東京帝国大学医学部教授に任じられた。
1888年（明治21年）に坪井正五郎と、その翌年の夏には妻・小金井喜美子と、北海道でアイヌの墓地から166の頭骨と副葬品を持ち去り、その骨格を調査して以来、人類学を専攻。アイヌ研究に基づいて、日本石器時代人はアイヌであるとし、坪井正五郎の唱えたコロボックル説を激しく批判した（コロボックル論争）。また、アイヌと日本石器時代人の研究過程で上顎と下顎の位置が現代人と異なる事に気づき「人間の咬合についての論文」を発表した。小金井の研究姿勢は「日本民族の人類学上の問題に専ら心を潜めて来ておられるけれども、その立場は飽くまでも解剖学者として立っておられた」と評され、あくまでも一解剖学者としての論理を貫いた。その後1893年（明治26年）から1896年（明治29年）には帝国大学医科大学学長を務め、1893年に日本解剖学会を創設した。1902年（明治35年）東京学士会院会員。1921年（大正10年）に定年を迎え、その後は教授職を退いていたが精力的に研究活動を続けた。

## 年譜
年譜概略
- 1859年1月17日（旧暦・安政5年12月14日） - 誕生。
- 1870年10月20日 - 大学南校に入学。
- 1872年10月7日 - 第一大学区医学校入学。
- 1879年12月8日 - 父死去。
- 1880年
  - 5月30日 - 東京医学校雇医員に雇用。
  - 7月10日 - 東京医学校首席卒業、医学士となる。
  - 10月16日 - ドイツ留学を命じられ、11月14日に日本を離れる。
- 1881年1月7日 - ベルリン大学入学（ライヘルト教授の教室）。
- 1882年4月1日 - ストラスブルク大学へ転籍（ワルダイヤー教授の教室）。
- 1883年
  - 11月1日 - ワルダイヤー教授のベルリン大学へ異動に伴い良精も転籍、ベルリン大学助手を命じられる。
  - 12月30日 - 公費留学期間満期となるが、更に私費にて留学を継続する。
- 1885年6月20日 - 帰国。東京大学医学部講師を命じられ、9月11日に日本人による初めての解剖学講義を行う。
- 1886年3月6日 - 医科大学教授に就任。
- 1887年6月7日 - 医学博士の学位を授ける。
- 1893年9月11日 - 医科大学長を命じられる。
- 1896年9月25日 - 医科大学長を退任する。
- 1900年5月16日 - 万国医事会議開設委員としてパリ訪問。
- 1920年11月25日 - 学術研究会議委員に任命される。
- 1922年2月14日 - 東京帝国大学名誉教授となる。
- 1944年10月16日 - 死去（小金井良精墓所 - 泉岳寺・東京都港区高輪2丁目）

- 海外学会での役職 - ドイツ人類学会会員、ベルリン人類民族先史学会会員、ロシア人類学会会員、アルゼンチン人類学会会員、ライプツィヒ博物館会員、東京にあるドイツの東亜細亜自然科学会名誉会員などを務める。
- 叙爵・叙勲 - 1919年（大正8年）2月27日、勲一等瑞宝章を賜う。翌年、正三位。

## エピソード
戊辰戦争
長岡城落城の日、当時9歳の良精は母兄弟と共に父儀兵衛の姿を発見したが、父は藩主護衛を理由に良精等を戦野に残し離ればなれとなった。その後良精等は東北の山中を流浪しながら会津から仙台へと避難。戊辰戦後、小金井家は全てを失い、次男である良精は他家に養子に出された。養父死亡により実家に戻り、1870年（明治3年）上京し母の弟である小林雄七郎宅より大学南校に入学した。
喜美子との結婚
当時良精は駒込に住んでいたが、結婚当日もいつもと変わらず大学に出勤し定時に帰宅し、その後近所の仕出し屋から二人分の料理が届けられた。約束の時間に媒酌人が新婦を連れてきたが祝いの膳は新郎新婦の二人分だけで媒酌人の膳はなく、また親戚知人すら招くことも無かった。
星新一の母「せい」の命名
良精の妻喜美子は子供の時から長兄である森林太郎（鴎外）のことを大変尊敬していた。次兄は「お兄さん」だったが林太郎に対しては必ず「お兄様」と呼んでいた。そのため「せい」が生まれた時、喜美子は是非にと林太郎に名付けを頼んだ。林太郎は自分や肉親の子供に「於菟＝おと、茉莉＝まり、杏奴＝あんぬ、類＝るい、不律＝ふりっつ、爵＝じゃっく等々」とドイツ名に漢字を当てて命名しており、林太郎は喜美子に「摩尼＝まに」と言う名を示した。喜美子はおどろおどろしい名前に驚き、すぐに依頼を取り下げ夫良精の一字から「せい」と名付けた。
舞姫事件への関与
1888年（明治21年）義兄・鴎外がドイツから帰国。ドイツ人女性が来日して滞在一月（1888年9月12日 - 10月17日）ほどで離日する出来事があり、小説「舞姫」の素材の一つとなったが、小金井は、義兄・森篤次郎（筆名三木竹二。年齢は小金井より下）とともに、女性への説得にあたった。
論文
良精の重要な論文は必ずドイツ語で書かれ、従ってドイツ文を解しない学者は論文に直接接することはできなかった。アイヌ（良精の論文上はアイノ）の研究でも、日本文での発表は極簡単なことに限られていた。これは決して日本文を軽視した訳ではない。当時日本では優秀な研究者はドイツに留学し勉強を行い、国内でも多くの医学校の教官がドイツ人であった。ドイツ語を解しない日本人専門家はおらず、また論文自体もドイツ人教授等から批評されるのが当然であったことから、ごく普通にドイツ語での論文発表を行っていた。
無病短命一病長寿
良精はドイツ留学中に不明の尿出血を患った。それ以降酒は飲まず宴会等もできるだけ避け「自分は持病があるから普通の人の様な生活をしていたのでは学問もできず健康も続かない」と言い、寝食を正しくしいかに好物でも過食をしないことを徹底した。「朝は珈琲を入れた牛乳2合とバターをつけたパン、昼は何かを挟んだパンと紅茶、夜は肉と野菜の汁を一碗に柔らかめの米飯一杯。ただ夜、おかずを多く食べた時はご飯を控え、間食はしない。」、ここに87歳の長寿を全うした。
香港でのペスト菌
香港に派遣された北里柴三郎がペスト菌を発見した際、香港に派遣する人選を行ったのが良精であった。東大の細菌衛生の正教授で良精の同期であった緒方正規を外し、文部省から青山胤通、内務省から北里柴三郎を派遣決定した。この両人ならば異境の空の下つまらぬ縄張り争いをやったり、感情の衝突などをやって世間に醜態をさらすようなことはないとの、良精の明快な洞察によるものであった。
昭和天皇への進講
昭和2年、良精は昭和天皇への進講（天皇の前で学問の講義をすること）を行った。孫の星新一によると、「アイノ（アイヌ）こそ本邦の先住民族である。その理由は、石器時代人の人骨の特徴が日本人よりアイノ人に近いことである。しかし、石器時代人の骨とアイノ人の骨は全く同一ではない。石器時代人の人骨には日本人的特徴が混ざっているものもあり、現代日本人人骨の中にはアイノ的なものもある……」が進講の概略。天皇は大いに興味を持ち、進講後も別室で詳しく小金井に下問したという。昭和2年当時としては異色の内容で、右翼・皇国史観はまだ蔓延しておらず言論統制も行われていなかった最後の時代の進講であった。

## 栄典・授章・授賞
位階
- 1886年（明治19年）7月8日 - 従六位[11]
- 1897年（明治30年）10月30日 - 正五位[12]
- 1901年（明治34年）3月20日 - 従四位[13]
- 1911年（明治44年）6月20日 - 従三位[14]

勲章等
- 1898年（明治31年）12月28日 - 勲四等瑞宝章[15]
- 1901年（明治34年）12月27日 - 勲三等瑞宝章[16]
- 1908年（明治41年）12月25日 - 勲二等瑞宝章[17]
- 1919年（大正8年）2月27日 - 勲一等瑞宝章[18]

## 主要論文・著作
- 「網膜の発生に関する論文」1884年
- 「人類及び脊椎動物の虹彩に関する論文」1885年
- 「解剖家の職分」1887年
- 「朝鮮人の頭骨個に就いての説」1888年
- 「アイノ頭骨の毀傷痕」1888年
- 「北海道石器時代の遺跡に就いて」1889年 東京人類學會雜誌 1889年 5巻 44号 p.2-7_1, doi:10.1537/ase1887.5.2
- 「アイノ衣食住及び運命に就いて」1889年
- 「後頭孔前縁に存する骨隆起及び關接面に就いて」1890年
- 「アイノ四肢骨に就いて」1890年
- 「本邦貝塚ヨリ出タル人骨ユ就テ」東京人類學會雜誌 1890年 6巻 56号 p.41-46, doi:10.1537/ase1887.6.41
- 「あいぬノ骨格標品の説明」東京人類學會雜誌 1892年 7巻 72号 p.207-211, 1891年 doi:10.1537/ase1887.7.207
- 「多毛症の一例」1892年
- 「一個のオロツコ人頭骨に就いて」1892年
- 「硬口蓋の解剖に就いて」1893年 東京医会誌 7, 17, 1893, NAID 10022097025
- 「アイノ人種ニ就テ」1894年 東京人類学会雑誌 94, 128-135, 1894, NAID 10006684818, doi:10.1537/ase1887.9.128
- 「日本石器時代の住民論」1904年 太陽 10(4), 363-380, 1904, NAID 10006705833
- 「外国の人類学に関する学会の目録」1904年
- 「下総国国分村堀内貝塚所出の人骨に就いて」1904年
- 「亜米利加インヂヤン種族の乾首デモンストラチオン」1905年
- 「腓骨と脛骨との関係に就いて」1914年
- 「人類學上から見たる日本民族」 人類學雜誌 1928年 43巻 4号 p.153-160, doi:10.1537/ase1911.43.153
- 「アイヌ民族、其の起源並に他民族との關係」 人類學雜誌 1927年 42巻 5号 p.159-162, doi:10.1537/ase1911.42.159
- 「大腿骨顆間窩の人種的差異に就て」 解剖学雑誌 6, 157-159, 1933, NAID 10003964603
- 「日本民族中の南方要素の問題に就て」 人類學雜誌 1936年 51巻 6号 p.233-238, doi:10.1537/ase1911.51.233

## 家族
- 父・小金井儀兵衛 - 長岡藩寺社奉行・町奉行・郡奉行等を歴任。
- 母・小金井幸子 - 小林又兵衛の長女、兄は小林虎三郎、弟の小林雄七郎は英学者・衆議院議員。
- 兄・小金井権三郎 - 時事新報記者、衆議院議員。
- 弟・小金井寿衛造 - 陸軍少佐、日露戦争で戦死。
- 先妻 - 病気により死別。
- 後妻・小金井喜美子 - 1870年（明治3年）11月29日 - 1956年（昭和31年）1月26日。森鷗外の妹にして随筆家・歌人。著書としては『鴎外の思い出』『森鴎外の系族』岩波文庫、訳詩集「於母影」他。
- 子・小金井良一 - 海軍軍医少将、昭和医専（現昭和大学医学部）教授。妻の小金井素子は哲学者桑木厳翼の娘。
- 長女・柿内田鶴子（1893年生） - 東大教授柿内三郎の妻。
- 子・星せい（精子） - 星一（星製薬社長、参議院議員）の妻。星新一（SF作家）は子、星マリナ（翻訳家）は孫。